# Hicham Arazi
Pour les articles homonymes, voir Arazi (homonymie).
Hicham Arazi (arabe : هشام ﺍﺭﺍزي), né le 19 octobre 1973 à Casablanca, est un ancien joueur de tennis marocain.

## Biographie
Hicham Arazi est arrivé en France à l'âge de 2 ans. Il commence à jouer au tennis à l'âge de 5 ans au T.C. de Saint-Rémy-lès-Chevreuse où son père Mohamed, originaire de Taroudant était moniteur. Ses trois frères Rachid, Hassan et Khalid jouent également au tennis.

## Carrière
Il a remporté un titre sur le circuit ATP en 1997 à Casablanca, sa ville natale et s'est incliné à deux reprises en finale. Il compte par ailleurs 3 titres sur le circuit Challenger, tous acquis en 1996 : Malte, Ljubljana et Fürth.
Il a réalisé ses meilleures performances sur terre battue, notamment à Roland-Garros en 1997 et 1998 ou il atteint les quarts de finale. Il atteint également les quarts de finale à l'Open d'Australie en 2000 où il est battu par le n°1 mondial, Andre Agassi. Il prend sa revanche deux mois plus tard à Indian Wells, il le bat 6-3, 3-6, 6-3.
Parmi ses autres performances en simple, on note une demi-finale à Doha en 1997, un quart au Masters de Hambourg avec une victoire sur le n°3 mondial, Thomas Muster, une demi à Tokyo et à Lyon en 2000, une finale à Monte-Carlo ainsi qu'un quart de finale à Bercy en 2001 et 2003, issu des qualifications.
Il compte pas moins de 15 victoires face à des membres du top 10 dont 13 joueurs différents. Il est resté 8 ans et demi dans le top 100.
Il possède un ratio victoire/défaite inférieur à 50%.

## Style de jeu
Hicham Arazi était l'un des rares joueurs de son époque à jouer tout en toucher, ce qui lui permettait de réaliser des points particulièrement spectaculaires. C'est un joueur de fond de court, même s'il dispose d'une bonne qualité de volée. À noter surtout son revers à une main avec lequel il pouvait trouver des angles incroyables. Il faisait très peu d'aces, mais donnait à la balle beaucoup d'effet.

## Palmarès

### Titre en simple messieurs
| No | Date       | Nom et lieu du tournoi           | Catégorie    | Dotation  | Surface      | Finaliste        | Score         |  |
| -- | ---------- | -------------------------------- | ------------ | --------- | ------------ | ---------------- | ------------- |  |
| 1  | 24-03-1997 | Grand-Prix Hassan II, Casablanca | World Series | 203 000 $ | Terre (ext.) | Franco Squillari | 3-6, 6-1, 6-2 |  |

### Finales en simple messieurs
| No | Date       | Nom et lieu du tournoi                           | Catégorie      | Dotation    | Surface      | Vainqueur        | Score         |          |
| -- | ---------- | ------------------------------------------------ | -------------- | ----------- | ------------ | ---------------- | ------------- | -------- |
| 1  | 07-06-1999 | Merano Open, Merano                              | Int' Series    | 325 000 $   | Terre (ext.) | Fernando Vicente | 6-2, 3-6, 7-6 |          |
| 2  | 16-04-2001 | Tennis Masters Series - Monte-Carlo, Monte-Carlo | Masters Series | 2 450 000 $ | Terre (ext.) | Gustavo Kuerten  | 6-3, 6-2, 6-4 | Parcours |

### Finales en double messieurs
| No | Date       | Nom et lieu du tournoi          | Catégorie    | Dotation  | Surface      | Vainqueurs                         | Partenaire  | Score         |  |
| -- | ---------- | ------------------------------- | ------------ | --------- | ------------ | ---------------------------------- | ----------- | ------------- |  |
| 1  | 24-03-1997 | Grand-Prix Hassan II Casablanca | World Series | 203 000 $ | Terre (ext.) | João Cunha e Silva Nuno Marques    | Karim Alami | 7-6, 6-2      |  |
| 2  | 08-09-1997 | President’s Cup Tachkent        | World Series | 328 000 $ | Dur (ext.)   | Vincenzo Santopadre Vincent Spadea | Eyal Ran    | 6-4, 6-7, 6-0 |  |

## Résultats en Grand Chelem

### En simple
| Année | Open d'Australie | Open d'Australie | Internationaux de France | Internationaux de France | Wimbledon       | Wimbledon    | US Open         | US Open       |
| ----- | ---------------- | ---------------- | ------------------------ | ------------------------ | --------------- | ------------ | --------------- | ------------- |
| 1995  | —                | —                | —                        | —                        | —               | —            | 1er tour (1/64) | A. Medvedev   |
| 1996  | —                | —                | —                        | —                        | 2e tour (1/32)  | T. Johansson | 1er tour (1/64) | D. Rikl       |
| 1997  | 1er tour (1/64)  | J-F. Fleurian    | 1/4 de finale            | S. Bruguera              | 1er tour (1/64) | R. Reneberg  | 1er tour (1/64) | J. Golmard    |
| 1998  | 1/8 de finale    | P. Sampras       | 1/4 de finale            | C. Pioline               | 3e tour (1/16)  | M. Larsson   | 1er tour (1/64) | P. Rafter     |
| 1999  | 1er tour (1/64)  | P. Krajicek      | 3e tour (1/16)           | M. Safin                 | 1er tour (1/64) | P. Haarhuis  | 3e tour (1/16)  | T. Haas       |
| 2000  | 1/4 de finale    | A. Agassi        | 3e tour (1/16)           | M. Philippoussis         | 3e tour (1/16)  | T. Henman    | 3e tour (1/16)  | A. Clément    |
| 2001  | 1er tour (1/64)  | T. Henman        | 2e tour (1/32)           | M. Larsson               | 3e tour (1/16)  | P. Rafter    | 3e tour (1/16)  | M. Safin      |
| 2002  | 2e tour (1/32)   | K. Pless         | 3e tour (1/16)           | G. Gaudio                | 1er tour (1/64) | R. Schüttler | 2e tour (1/32)  | Y. El Aynaoui |
| 2003  | 1er tour (1/64)  | G. Kuerten       | 2e tour (1/32)           | G. Kuerten               | 1er tour (1/64) | A. Popp      | 2e tour (1/32)  | I. Karlović   |
| 2004  | 1/4 de finale    | J. C. Ferrero    | 1er tour (1/64)          | I. Ljubičić              | 3e tour (1/16)  | T. Henman    | 2e tour (1/32)  | L. Hewitt     |

N.B. : à droite du résultat se trouve le nom de l'ultime adversaire.

### En double
| Année | Open d'Australie                                                              | Open d'Australie                                                                  | Internationaux de France                                                            | Internationaux de France                                                                | Wimbledon                                                                           | Wimbledon | US Open | US Open |
| ----- | ----------------------------------------------------------------------------- | --------------------------------------------------------------------------------- | ----------------------------------------------------------------------------------- | --------------------------------------------------------------------------------------- | ----------------------------------------------------------------------------------- | --------- | ------- | ------- |
| 2001  | —                                                                             | —                                                                                 | 1er tour (1/32) P.-H. Mathieu \|\| style="text-align:left;" \| A. Clément N. Escudé | —                                                                                       | —                                                                                   | —         | —       |         |
| 2003  | 2e tour (1/16) Y. El Aynaoui \|\| style="text-align:left;" \| L. Paes D. Rikl | —                                                                                 | —                                                                                   | 2e tour (1/16) Y. El Aynaoui \|\| style="text-align:left;" \| S. Björkman T. Woodbridge | 1er tour (1/32) Y. El Aynaoui \|\| style="text-align:left;" \| M. Llodra F. Santoro |           |         |         |
| 2004  | 3e tour (1/8) N. Mahut \|\| style="text-align:left;" \| M. Bhupathi M. Mirnyi | 1er tour (1/32) H. Levy \|\| style="text-align:left;" \| J. van Lottum M. Verkerk | 1er tour (1/32) J. Eagle \|\| style="text-align:left;" \| M. Bhupathi M. Mirnyi     | 1er tour (1/32) T. Vanhoudt \|\| style="text-align:left;" \| Y. Allegro M. Kohlmann     |                                                                                     |           |         |         |

N.B. : le nom du ou de la partenaire se trouve sous le résultat ; le nom des ultimes adversaires se trouve à droite.

## Parcours dans lesMasters 1000
| Année | Indian Wells              | Miami               | Monte-Carlo           | Rome                  | Hambourg                  | Canada                 | Cincinnati                | Stuttgart puis Madrid | Paris                     |
| ----- | ------------------------- | ------------------- | --------------------- | --------------------- | ------------------------- | ---------------------- | ------------------------- | --------------------- | ------------------------- |
| 1996  | -                         | -                   | -                     | -                     | -                         | -                      | 1er tour V. Spadea        | -                     | -                         |
| 1997  | -                         | -                   | 1er tour M. Larsson   | 1er tour À. Corretja  | 1/4 de finale F. Mantilla | -                      | -                         | 2e tour G. Kuerten    | 1er tour T. Henman        |
| 1998  | -                         | -                   | 2e tour C. Moyà       | 2e tour F. Vicente    | 1/8 de finale G. Kuerten  | -                      | -                         | 1er tour M. Woodforde | 1er tour F. Santoro       |
| 1999  | 2e tour T. Henman         | 1er tour M. Norman  | 1/8 de finale M. Ríos | 2e tour À. Corretja   | 1/8 de finale N. Lapentti | -                      | -                         | 1er tour A. Costa     | -                         |
| 2000  | 1/4 de finale N. Lapentti | 2e tour W. Ferreira | 2e tour J. C. Ferrero | 2e tour J. C. Ferrero | 1er tour T. Henman        | 1er tour M. Chang      | 2e tour M. Mirnyi         | 1er tour J. Boutter   | -                         |
| 2001  | 1er tour A. Agassi        | 2e tour G. Kuerten  | Finale G. Kuerten     | 2e tour F. Luzzi      | 1/8 de finale A. Martín   | 1/8 de finale A. Pavel | 1/8 de finale I. Ljubičić | 1/8 de finale T. Haas | 1/4 de finale S. Grosjean |
| 2002  | -                         | 3e tour À. Corretja | 2e tour J. I. Chela   | 1er tour S. Grosjean  | 1er tour B. Ulihrach      | -                      | -                         | -                     | -                         |
| 2003  | -                         | -                   | -                     | -                     | -                         | -                      | 1/8 de finale M. Mirnyi   | -                     | 1/4 de finale J. Novák    |
| 2004  | 3e tour I. Labadze        | 1er tour T. Ascione | 1er tour N. Kiefer    | 2e tour V. Spadea     | 1er tour A. Martín        | 1er tour R. Federer    | 2e tour T. Henman         | 1er tour L. Horna     | 1er tour M. Mirnyi        |
| 2005  | 1er tour T. Berdych       | -                   | -                     | -                     | -                         | -                      | -                         | -                     | -                         |

N.B. : sous le résultat se trouve le nom de l’ultime adversaire.

## Victoires sur des joueurs du top 10
Les 13 joueurs battus par Arazi alors qu'ils figuraient parmi les 10 premiers du classement ATP :
- Thomas Muster, no 3, en 1/8 de finale du Masters de Hambourg en mai 1997
- Marcelo Ríos, no 10, en 1/8 de finale de Roland-Garros en juin 1997
- Ievgueni Kafelnikov, no 6, au 1er tour de l'Open de Dubaï en février 1998
- Petr Korda, no 2, au 1er tour du Masters de Rome en mai 1998
- Carlos Moyà, no 4, au 2e tour du tournoi de Wimbledon en juin 1998
- Richard Krajicek, no 5, au 2e tour du Masters de Hambourg en mai 1999
- Andre Agassi, no 1, au 1er tour du Masters d'Indian Wells en mars 2000
- Thomas Enqvist, no 8, en 1/4 de finale du Tournoi de Lyon en novembre 2000
- Magnus Norman, no 5, au 2e tour du Masters de Monte-Carlo en avril 2001
- Lleyton Hewitt, no 5, au 2e tour du Masters du Canada en août 2001
- Juan Carlos Ferrero, no 4, au 2e tour du Masters de Cincinnati en août 2001
- Andre Agassi, no 2, au 2e tour du Masters de Stuttgart en octobre 2001
- Juan Carlos Ferrero, no 5, en 1/8 de finale du Masters de Paris-Bercy en novembre 2001
- Roger Federer, no 8, au 1er tour de Roland-Garros en mai 2002
- Paradorn Srichaphan, no 10, en 1/8 de finale du Masters de Paris-Bercy en novembre 2003